# Zack Moss
Zaccheus Malik „Zack“ Moss (* 15. Dezember 1997 in Hialeah Gardens, Florida) ist ein US-amerikanischer American-Football-Spieler auf der Position des Runningbacks. Zurzeit spielt er für die Cincinnati Bengals in der National Football League (NFL). Zuvor stand Moss bei den Buffalo Bills und bei den Indianapolis Colts unter Vertrag.

## Frühe Jahre
Moss ging in Hallandale Beach, Florida, auf die Highschool. Später besuchte er die University of Utah, wo er zwischen 2016 und 2019 für das Collegefootballteam auf der Position des Runningbacks 4.167 Yards erlief und dabei 38 Touchdowns erzielte. Beide Werte stellen einen aktuellen Schulrekord dar. In seinem letzten Jahr auf dem College wurde er zum Pac-12 Offensive Player of the year ernannt.

## NFL
Moss wurde im NFL Draft 2020 in der dritten Runde an 86. Stelle von den Buffalo Bills ausgewählt. Hier unterschrieb er am 15. Juni 2020 einen Vierjahresvertrag. Direkt in seinem Debütspiel am ersten Spieltag der Saison 2020 erzielte er einen Touchdown nach einem Passfang von Quarterback Josh Allen. Im Spiel gegen die New England Patriots, am achten Spieltag der Saison, erlief Moss zwei Touchdowns. Devin Singletary bildete in dieser Saison zusammen mit Moss das Backfield der Bills, was unter anderem ausschlaggebend für das Erreichen der Playoffs war. Am ersten Playoffspieltag gegen die Indianapolis Colts verletzte sich Moss am Knöchel, so dass die Saison für ihn beendet war.
Auch in der darauffolgenden Saison teilten sich Moss und Singletary die Snaps im offensiven Spiel der Bills.
Am 1. November 2022 gaben die Bills Moss und einen Sechstrundenpick im Austausch gegen Runningback Nyheim Hines an die Indianapolis Colts ab.
Im März 2024 unterschrieb Moss einen Zweijahresvertrag im Wert von acht Millionen US-Dollar bei den Cincinnati Bengals, wo er den langjährigen Starter Joe Mixon ersetzte.

## Persönliches
Zack Moss ist der Cousin der beiden ehemaligen NFL-Wide-Receiver Santana Moss (New York Jets, Washington Redskins) und Sinorice Moss (New York Giants).